# Neottia puberula
Neottia puberula là một loài thực vật có hoa trong họ Lan. Loài này được (Maxim.) Szlach. mô tả khoa học đầu tiên năm 1995.